# Frederick Winslow Taylor
Frederick Winslow Taylor (ur. 20 marca 1856 w Filadelfii, zm. 21 marca 1915 tamże) – amerykański inżynier, wynalazca stali szybkotnącej i młota parowego, twórca naukowego zarządzania.

## Życiorys
Pochodził z zamożnej rodziny. Zdał egzaminy wstępne na Uniwersytet Harvarda, jednak ze względu na chorobę oczu studiów nie podjął. Pracował jako ślusarz w stalowni, a po uzyskaniu tytułu inżyniera jako dyrektor fabryki papieru. Autor „Zarządzania warsztatem wytwórczym” („Shop Management”) i „Zasad naukowego zarządzania” („The Principles of Scientific Management”).
Wprowadził metodę naukową do zarządzania oraz określił rolę czynnika kierowniczego i wykonawczego w zarządzaniu. Należał do nurtu techniczno-fizjologicznego wykazując zainteresowanie ogniwami podstawowymi dla sprawnego funkcjonowania organizacji.
Pracując w Bethlehem Steel Corporation przygotowywał eksperymenty dotyczące m.in. ładowania materiałów za pomocą łopat (nazwał te prace „nauką o ładowaniu”), a następnie wykorzystywał je do maksymalizowania wydajności pracy. Ustalając dokładnie wszystkie szczegóły procesu ładowania przez robotników surówki żelaza na wagony, m.in. kształt szufli, długość trzonka, kąt nachylenia łopaty przy nabieraniu surówki i jej wychylenia przy wyrzucaniu na wagon, a nawet sposób ustawienia stóp pracownika doprowadził do 3,8-krotnego zwiększenia wydajności pracy ładowaczy.
Prowadził także badania nad: sortowaniem kulek do łożysk, analizą mikroruchów, przerwami w pracy, skracaniem dnia pracy, premiami i karami oraz zastosowaniem kar ostrzegawczych prowadzących do zwolnienia z pracy. Opracował chronometraż.
Pomimo że jego doświadczenia często były wykorzystywane jako sposób do większego wyzysku pracownika, sam Taylor wierzył, że jego badania spowodują wzrost ich płac oraz poziomu życia.
Był zapalonym golfistą. W 1900 roku zajął 4. miejsce w tej dyscyplinie na Letnich Igrzyskach Olimpijskich w Paryżu. Ponadto zwyciężył w grze podwójnej podczas pierwszej edycji tenisowego US Open.